# Maodong
Maodong (kinesiska: 猫洞) är en socken i sydvästra Kina. Den ligger i Puding härad i staden Anshun i provinsen Guizhou,  omkring 77 kilometer väster om provinshuvudstaden Guiyang. Antalet invånare är 20909. Befolkningen består av 9 736 kvinnor och 11 173 män. Barn under 15 år utgör 24,0 %, vuxna 15-64 år 65 %, och äldre över 65 år 10,0 %. Maodong är en etnisk minoritetssocken (族乡,"zu xiang") för miao- och gelao-folken